# Prix Wilkinson (logiciel)
Pour les articles homonymes, voir Prix Wilkinson.
Le prix Wilkinson pour les logiciels de calcul numérique (J. H. Wilkinson Prize for Numerical Software) est une distinction mathématique attribuée tous les quatre ans par la Society for Industrial and Applied Mathematics (SIAM), afin d'honorer les contributions exceptionnelles dans le domaine des logiciels de calcul numérique. Le prix est nommé pour commémorer la contribution exceptionnelle de James H. Wilkinson dans ce même domaine.
Le prix, qui consiste en 3 000 $ et un trophée, est présenté conjointement tous les quatre ans par le Laboratoire national d'Argonne, le National Physical Laboratory et le Numerical Algorithms Group, trois institutions où James H. Wilkinson a travaillé.

## Critères d'admissibilité et de sélection
Le lauréat doit avoir au plus 40 ans au 1er janvier de l'année du prix. Le prix est décerné sur la base de:
- La clarté de la mise en œuvre du logiciel et de la documentation.
- La clarté du document d'accompagnement de l'entrée.
- La portabilité, la fiabilité, l'efficacité et la facilité d'utilisation de la mise en œuvre du logiciel.
- La profondeur de l'analyse de l'algorithme et du logiciel.
- L'importance de l'application adressée par le logiciel.
- La qualité du test logiciel[réf. nécessaire]

## Lauréats
- 1991 : Linda Petzold pour DASSL, un solveur d'équations algébro-différentielles (en). Ce code est disponible dans le domaine public[3].
- 1995 : Chris Bischof et Alan Carle pour ADIFOR 2.0, outil de dérivation automatique pour les programmes Fortran 77. Le code est disponible pour l'enseignement et la recherche à but non lucratif[4].
- 1999 : Matteo Frigo et Steven G. Johnson (en) pour FFTW, une bibliothèque C pour le calcul de la transformée de Fourier discrète.
- 2003 : Jonathan Shewchuk pour Triangle, générateur de maillage en deux dimensions et triangulateur de Delaunay. Il est disponible gratuitement[5].
- 2007 : Wolfgang Bangerth, Guido Kanschat et Ralf Hartmann pour deal.II, une bibliothèque logicielle pour le calcul de la solution d'équations aux dérivées partielles à l'aide de la méthode adaptative des éléments finis. Il est disponible gratuitement[6].
- 2011 : Andreas Waechter (Thomas J. Watson Research Center) et Carl Laird (université A&M du Texas) pour IPOPT, bibliothèque orientée objets pour résoudre des problèmes d'optimisation continue à grande échelle. Il est disponible gratuitement[7],[8].
- 2015 : Patrick Farrell (université d'Oxford), Simon Funke (Simula Research Laboratory (en)), David Ham (Imperial College London), et Marie Rognes (Laboratoire de recherche Simula) pour le développement de dolfin-adjoint, un package qui dérive automatiquement et résout des équations linéaires adjointes et tangentes avec des spécifications de haut niveau mathématique pour les discrétisations en éléments finis des équations aux dérivées partielles[9].
- 2019 : Jeff Bezanson, Stefan Karpinski et Viral B. Shah pour le développement du langage de programmation Julia[10].
- 2023 : Field Van Zee et Devin Matthews pour le développement de BLIS (en), un cadre logiciel libre et portable permettant d'instancier des bibliothèques d'algèbre linéaire dense de type BLAS très performantes sur les processeurs modernes[11],[12].